# The Fast and the Furious (videogioco 2004)
The Fast and the Furious (Wild Speed in Giappone) è un simulatore di guida arcade basato sul film Fast and Furious del 2001, sviluppato e pubblicato da Raw Thrills. Viene visto come un successore spirituale dei giochi della serie Cruis'n, perché contiene vari elementi di essa ideati da Eugene Jarvis. Il gioco originale è stato portato su Wii col nome di Cruis'n, ma gli elementi che rimandano al film sono stati rimossi nella versione domestica.

## The Fast and the Furious

### Piste
1. Times Square - Una corsa dal Ponte di Brooklyn fino a Times Square
2. Mojave - Originariamente chiamato Race Wars, Mojave è una pista che attraversa le strade del Mojave, California
3. Chinatown - Corsa attraverso le strade e le colline di Chinatown (San Francisco)
4. Malibu - Corsa attraverso la spiaggia di Malibù, California
5. Central Park - Corsa attraverso le strade di Central Park, New York
6. L.A. Ghetto - Corsa attraverso le strade e i fossati di East Los Angeles
7. Golden Gate - Corsa dal porto del Golden Gate Bridge a San Francisco
8. New England - Corsa attraverso le colline del New England
9. Hollywood - Corsa dal Grauman's Chinese Theatre fino alle colline di Hollywood
10. S.F. Tour - Corsa dal Fisherman's Wharf fino a San Francisco
11. Chinatown Extended - Una più complicata Chinatown
12. Muholland Drive - La pista più difficile è situata a Hollywood

### Auto
- Toyota Supra
- Nissan 350Z
- Pontiac Firebird
- Mitsubishi Eclipse
- Toyota Celica GT-S
- Nissan Skyline GT-R R34
- Pontiac GTO
- Mitsubishi Lancer Evolution
- Toyota MR2 Spyder
- Dodge Charger
- Chevrolet Corvette C6
- Nissan 240SX

## The Fast and the Furious: Drift
Il 19 aprile del 2007, The Fast and the Furious: Drift uscì come sequel di The Fast and the Furious sempre sviluppato e distribuito dalla Raw Thrills. Drift è molto simile al predecessore, ma ha anche 7 nuove piste ed alcune nuove macchine con cui correre. Come il predecessore consente personalizzazioni, N2O (Protossido d'azoto), spoilers (per la velocità), e motori (per l'accelerazione), e i giocatori utilizzano il denaro accumulato con le varie corse. Al contrario del primo gioco e dei suoi spin-off ha un nuovo status system; i giocatori possono vedere la loro macchina ed i relativi upgrade. Quasi tutte le auto ad eccezione della Nissan Skyline GT-R e della Nissan 350Z sono state sostituite da altri modelli. Come il suo predecessore, è dotato del PIN che può salvare i progressi che il giocatore ha fatto per tutta la partita, digitando un codice. Il compositore della Ex-Midway Jon Hey ha seguito la sua creazione del pacchetto audio di The Fast and the Furious: Super Bikes con lo sviluppo audio di questo gioco.

### Piste
Oltre a quelle del gioco precedente, ci sono sette nuove piste ambientate in Giappone:
1. Shibuya Highway - Una nuova pista giapponese partendo dall'autostrada per l'aeroporto in Shibuya, Tokyo
2. Sado Industrial - Una nuova pista giapponese nel porto industriale di Sado (prefettura di Niigata)
3. Shinjuku City - Una nuova pista giapponese attraverso le strade di Shinjuku, Tokyo
4. Takayama Countryside - Una nuova pista giapponese dall'autostrada fino al vulcano di Takayama, Nagano
5. Kyoto Mountains - Una nuova pista giapponese, Kyoto
6. Nagano - Una delle piste giapponesi più difficili a Nagano
7. Drift Tour - Il Drift tour partendo da Shibuya fino a Nagano

### Auto
- Ford Mustang GT
- Dodge Challenger Concept
- Pontiac Solstice GXP
- Mazda RX-7
- Ford GT
- Nissan 350Z
- Saleen S7 Twin Turbo
- Nissan Skyline R34 GT-R
- Dodge Viper SRT10
- Mazda RX-8
- Chevrolet Camaro Concept
- 1967 Ford Mustang

## The Fast and the Furious: Super Cars
Uscito il 30 novembre 2010, Super Cars è un altro sequel di The Fast and the Furious; molto simile ai predecessori, è stato sviluppato e pubblicato da Raw Thrills.

### Piste
Oltre alle piste sia statunitensi che giapponesi dei due predecessori, ci sono 9 nuove piste importate da Super Bikes, provenienti da varie parti del mondo:
1. Switzerland
2. Florida
3. Baja California
4. Hawaii
5. Sturgis (Saskatchewan)
6. Shanghai
7. Chicago
8. Detroit
9. Monaco

### Auto
- Dodge Viper SRT10
- Ford Mustang GT
- Chevrolet Camaro SS
- Ford GT
- Nissan 370Z
- Saleen S7 Twin Turbo
- Chevrolet Corvette ZR1
- Saleen S5S Raptor
- Dodge Challenger SRT8 392
- Nissan GT-R

## The Fast and the Furious: Super Bikes
The Fast and the Furious: Super Bikes è uno spin-off di The Fast and the Furious, sviluppato e distribuito dalla Raw Thrills, e pubblicato il 21 giugno 2006.

### Modalità di gioco
Super Bikes è in qualche modo simile a The Fast and the Furious, ma a differenza del primo gioco, i giocatori guidano sulle moto e competono in nove tracce diverse. Inoltre, a differenza del gioco originale, non tutte le fasi del gioco sono ambientate negli Stati Uniti; alcune tracce si trovano in diversi paesi in tutto il mondo, tra cui Cina, Svizzera e Monaco.
Nel gioco, i giocatori possono scegliere tra dodici moto concesse in licenza delle principali marche tra cui Moto Guzzi, Kawasaki e Suzuki. I giocatori sono in grado di personalizzare le loro motociclette in molti modi, dai motori agli aggiornamenti della messa a punto. Come nel primo gioco, i giocatori possono eseguire vari movimenti, come i giri circolari e rulli di botte; il drifting è anche un elemento importante del gioco. Questa gioco è praticamente la versione videogioco del film Torque - Circuiti di fuoco del 2004.
Il compositore della Ex-Midway Jon Hey si è occupato dello sviluppo della parte audio del gioco.

### Piste
1. Switzerland (Facile)
2. Florida (Facile)
3. Baja California (Facile)
4. Hawaii (Media)
5. Sturgis (Saskatchewan) (Media)
6. Shanghai (Media)
7. Chicago (Difficile)
8. Detroit (Difficile)
9. Monaco (Difficile)
10. Space Race

### Moto
- Ducati Monster
- Yamaha YZF-R1
- Aprilia RSV 1000 R
- Kawasaki Ninja ZX-10R
- Kawasaki Vulcan 800 Drifter
- Moto Guzzi MGS-01 Corsa
- Yamaha YZF-R6
- Ducati PaulSmart 1000LE
- Kawasaki KX250
- Yamaha Road Star Warrior
- Yamaha VMAX
- Ducati Supersport
- Aprilia SXV

## Super Bikes 2
Super Bikes 2 è il sequel di The Fast and the Furious: Super Bikes, ma senza la licenza "The Fast and the Furious". Sviluppato e pubblicato dalla Raw Thrills, e distribuito il 22 ottobre 2010.

### Piste
Super Bikes 2 mantiene le piste del primo Super Bikes, oltre ad aggiungerne di nuove:
1. Paris
2. Moab
3. Spain
4. Thailand
5. Yosemite
6. Africa
7. Dubai
8. Himalayas
9. Las Vegas
10. Space Race 2

### Moto
- Kawasaki KX450
- Kawasaki Vulcan
- Kawasaki Ninja ZX-14
- Yamaha Warrior
- Yamaha R1
- Yamaha VMAX
- Ducati 1198S
- Ducati Monster
- Ducati Streetfighter